# Склавинија
Склавиније (грч. Σκλαβηνίαι, Словеније) је византијски назив за територије насељене Јужним Словенима на подручју Византијског царства. Биле су засебне политичке јединице, вероватно предвођене кнезовима (архонтима).
У једном византијском извору споменут је кнез (ексархонт) једне Склавиније, који је 836—837. дигао велики устанак у области Солуна. Други извор наводи да цар Константин V Копроним 758—759. „пороби Склавиније по Македонији, а остале присили да признају његову врховну власт”. Словени под бугарском влашћу нису имали Склавиније.
Спис „О управљању царством” (лат. De administrando imperio), који се приписује цару Константину VII Порфирогениту, наводи Склавиније Србију (у чијем је саставу Босна), Хрватску, Травунију, Захумље, Паганију и Дукљу, као и друге под влашћу Руса. По том извору, Склавиније су подељене на жупаније (грч. ζουπανίας) којима владају жупани (грч. ζουπάνος).
Један јерменски извор из 7. века спомиње да на територији европске Византије живе 25 народа под именом „Словени”.
Од 7. до 9. века Склавиније се постепено утапају у управне структуре Франачког (крајине) и Византијског царства (теме) и у пространије организације самих Јужних Словена. У писаним изворима последњи пут се спомињу средином 9. века.